# Я був магазинним злодюжкою
Я був магазинним злодюжкою (англ. I Was a Shoplifter) — американська кримінальна драма режисера Чарльза Лемонта 1950 року.

## Сюжет
Детектив-сержант Джефф Ендрюс, працює над справою банди, підлаштовує власний арешт за злодійство, щоб проникнути до злочинців зсередини.

## У ролях
- Скотт Брейді — Джефф Ендрюс
- Мона Фріман — Фей Бертон
- Андреа Кінг — Інна Пердью
- Тоні Кертіс — Пепе
- Чарльз Дрейк — Герб Клаксон
- Грегг Мартелл — чемпіон
- Роберт Гіст — Беркі Нефф
- Ларрі Кітінг — Гаррі Дансон
- Чарльз МакГроу — детектив
- Рок Гадсон — детектив